# Метод дискретных элементов
Метод дискретных элементов, МДЭ (англ. Discrete element method, DEM) — это семейство численных методов предназначенных для расчёта движения большого количества частиц, таких как молекулы, песчинки, гравий, галька и прочих гранулированных сред. Метод был первоначально применён Питером Кандоллом в 1971 для решения задач механики горных пород.
Уильямс, Хокинг и Мастоу детализировали теоретические основы метода. В 1985 они показали, что DEM может быть рассмотрен как обобщение метода конечных элементов. В книге Numerical Modeling in Rock Mechanics, by Pande, G., Beer, G. and Williams, J.R. описано применение этого метода для решения геомеханических задач. Теоретические основы метода и возможности его применения рассматриваются на конференции International Conference on Discrete Element Methods. Уильямс и Биканик опубликовали ряд журнальных статей, описывающих современные тенденции в области DEM. В книге The Combined Finite-Discrete Element Method, Муниза детально описано комбинирование метода конечных элементов и метода дискретных элементов.
Этот метод иногда называют молекулярной динамикой, даже когда частицы не являются молекулами. Однако, в противоположность молекулярной динамике, этот метод может быть использован для моделирования частиц с несферичной поверхностью. Различными ответвлениями семейства DEM являются: метод отдельных элементов, предложенный П. Кандоллом в 1971 году, обобщенный метод дискретных элементов, предложенный Уильямсом, Хокингом и Мастоу в 1985 году, дискретный деформационный анализ, предложенный Ши в 1988 году, и метод конечных дискретных элементов, предложенный Муниза и Овен в 2004 году.
Методы дискретных элементов очень требовательны к вычислительным ресурсам. Это ограничивает размер модели или количество используемых частиц. Прогресс в области вычислительной техники позволяет частично снять это ограничение за счет использования параллельной обработки данных. Альтернативой обработки всех частиц отдельно является обработка данных как сплошной среды. Например, если гранульный поток подобен газу или жидкости, можно использовать методы вычислительной гидродинамики.

## Применение
Фундаментальным предположением метода является то, что материал состоит из отдельных, дискретных частиц. Эти частицы могут иметь различные формы поверхности и свойства. Примеры:
- жидкости и растворы, например сахар или белок;
- сыпучие вещества в элеваторе, такие как крупа;
- Гранулированный материал, такой как песок;
- порошки, такие как тонер.

Типичные отрасли промышленности использующие DEM:
- Горнодобывающая
- Фармацевтическая
- Нефтегазовая
- Сельскохозяйственная
- Химическая

## Основные принципы метода
Моделирование МДЭ начинается c помещения всех частиц в конкретное положение и придания им начальной скорости. Затем силы, воздействующие на каждую частицу, рассчитываются, исходя из начальных данных и соответствующих физических законов.
Следующие силы могут иметь влияние в макроскопических моделях:
- трение, когда две частицы касаются друг друга;
- отскакивание, когда две частицы сталкиваются;
- гравитация (сила притяжения между частицами из-за их массы), которая имеет отношение только при астрономическом моделировании.

На молекулярном уровне, мы можем рассматривать
- Силу Кулона, электростатическое притяжение или отталкивание частиц, несущих электрический заряд;
- Отталкивание Паули, когда два атома находятся вблизи друг от друга;
- Силу Ван дер Ваальса.

Все эти силы складываются, чтобы найти результирующую силу, воздействующую на каждую частицу.
Чтобы рассчитать изменение в положении и скорости каждой частицы в течение определенного временного шага из законов Ньютона, используется методы решения дифференциальных уравнений. После этого новое положение используется для расчёта сил в течение следующего шага, а итерации повторяются до окончания моделирования.
Типичные приёмы интегрирования, используемые в методе дискретных элементов:
- Метод Стёрмера — Верле,
- метод прыжка (чехарда).

## Дальнодействующие силы
Когда во внимание принимаются дальнодействующие силы (гравитация, сила Кулона), взаимодействия каждой пары частиц необходимо рассчитывать. Число взаимодействий, а следовательно, ресурсоёмкость расчёта, возрастает с увеличением количества частиц квадратично, что не приемлемо для моделей с большим числом частиц. Возможный путь решить эту проблему — объединить некоторые частицы, которые находятся на расстоянии от рассматриваемой частицы, в одну псевдочастицу. Рассмотрим, например, взаимодействие между звездой и отдаленной галактикой: ошибка, возникающая из-за объединения массы всех звезд в удалённой галактике в одну точку, незначительна. Для того, чтобы определить, какие частицы могут быть объединены в одну псевдочастицу, используются так называемые древесные алгоритмы. Эти алгоритмы распределяют все частицы в виде дерева, квадродерева в случае двухмерной модели и октадерева в случае трехмерной модели.
Модели в молекулярной динамике делят пространство, в котором происходит моделируемый процесс, на ячейки. Частицы, уходящие через одну сторону ячейки просто вставляются с другой стороны (периодические граничные условия); так же происходит и с силами. Силы перестают приниматься в расчёт после так называемой дистанции отсечения (обычно половина длины ячейки), так что на частицу не воздействует зеркальное расположение той же частицы на другой стороне ячейки. Таким образом, можно увеличивать количество частиц простым копированием ячеек.
Алгоритмы для обработки дальнодействующих сил:
- Алгоритм Барнса-Хата[англ.],
- Быстрый метод мультиполей.